# ABCC12
ABCC12‏ (ATP binding cassette subfamily C member 12) هوَ بروتين يُشَفر بواسطة جين ABCC12 في الإنسان.